# Taaleri (entreprise)
Taaleri Oyj (jusqu'en 2016 Taaleritehdas Oyj) est un groupe financier qui fournit des services financiers et de gestion d'actifs, aux entreprises, aux particuliers et aux investisseurs institutionnels en Finlande.

## Présentation
Taaleri est coté en bourse d'Helsinki depuis 2013.
Le groupe Taaleri a 3 secteurs d'activité: gestion d'actifs, finance et énergie:
- Gestion de patrimoine : Taaleri Wealth Management est gestionnaire de patrimoine et Taaleri Kapitaali est une société qui fournit des services de financement aux entreprises
- Énergie: Taaleri Energy investit et gère des projets éoliens et solaires à l'échelle industrielle
- Finance: Garantia Insurance Company est une société de croissance spécialisée dans les services de garantie.

## Actionnaires
Au 29 février 2020, les plus grands actionnaires de Taaleri sont:
| #  | Actionnaire                | Actions    | %     |
| -- | -------------------------- | ---------- | ----- |
| 1  | Veikko Laine Oy            | 2 915 528  | 10,28 |
| 2  | Oy Hermitage Ab            | 2 840 308  | 10,02 |
| 3  | Juhani Elomaa              | 1 721 272  | 6,07  |
| 4  | Henki-Fennia               | 1 583 240  | 5,58  |
| 5  | Swiss Life Luxembourg S.A. | 1 557 036  | 5,49  |
| 6  | Karri Erik Haaparinne      | 1 451 521  | 5,12  |
| 6  | Petri Juhani Lampinen      | 505 000    | 1,78  |
| 8  | Berling Invest Oy          | 450 000    | 1,59  |
| 9  | Ranjit Mathur              | 430 000    | 1,52  |
| 10 | Vesa Lehto                 | 362 100    | 1,28  |
|    | total                      | 13 816 005 | 48,73 |